# Théodule Meunier
Pour les articles homonymes, voir Meunier.

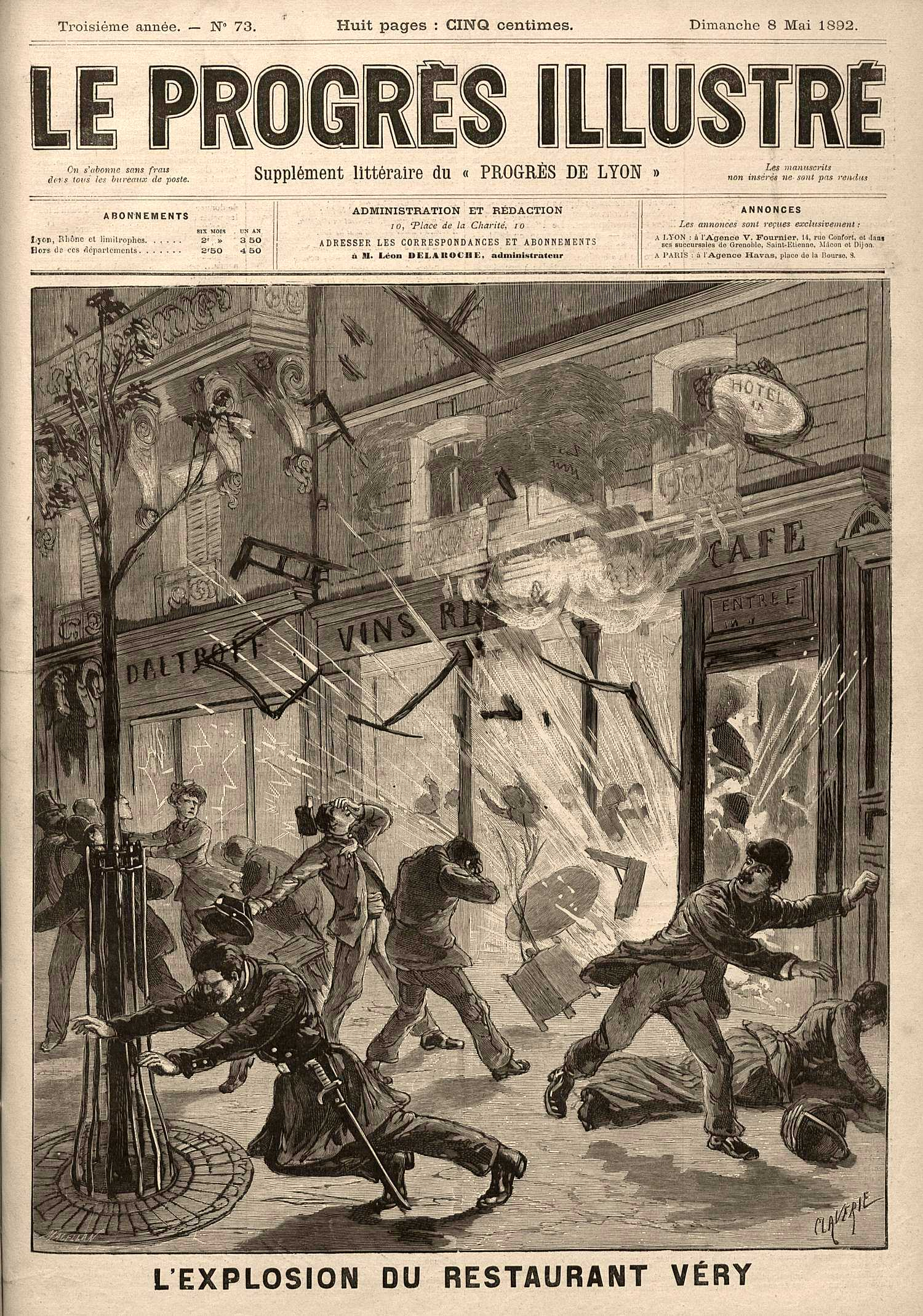
Une du journal Le Progrès Illustré annonçant l'attentat du restaurant Véry dont Théodule Meunier est l'auteur.

Théodule Joseph Constant Meunier, né à Bournezeau en Vendée le 22 août 1860 et mort au bagne de Cayenne le 25 juillet 1907, est un anarchiste français. Illégaliste, il est responsable durant la première moitié de l'année 1892 d'une série d'attentats à la bombe à Paris, visant des lieux fréquentés par la bourgeoisie.

## Biographie
Ébéniste de profession, Meunier rejoint le mouvement anarchiste français au début des années 1890. Meunier lance une bombe à la caserne Lobau le 15 mars 1892.
Le 25 avril 1892, Meunier place une bombe à proximité du bar du restaurant Véry, en représailles contre son garçon de café, Jules Lhérot, qui a dénoncé Ravachol et est responsable de son arrestation. Le tenancier du bar est blessé et un client y perd la vie.
Théodule Meunier obtient l'asile politique en Grande-Bretagne mais est arrêté par le détective William Melville (en) de Scotland Yard à la gare londonienne de Victoria Station, le 4 avril 1894. Extradé en France en juin, Meunier est jugé le mois suivant et condamné à l'emprisonnement à vie à la colonie pénitentiaire à Cayenne. Il y reste quatorze ans jusqu'à sa mort en 1907, après une tentative d'évasion ratée. En 1906, dans une correspondance avec son compatriote anarchiste Jean Grave, il écrit : « J'ai fait ce que j'avais à faire. Si je pouvais recommencer, je ferais la même chose ».

## Notices
- Dictionnaire des anarchistes, « Le Maitron » : notice biographique.
- Dictionnaire biographique, mouvement ouvrier, mouvement social : notice biographique.
- L'Éphéméride anarchiste : notice.